# 龙洲湾街道
龙洲湾街道，是中华人民共和国重庆市巴南區下辖的一个乡镇级行政单位。也是巴南区政府驻地。

## 行政区划
龙洲湾街道下辖以下地区：
梅家梁社区、百节社区、龙海社区、道角村、解放村、独龙桥村、红炉村、团结村、盘龙村和沿河村。